# Олбані (Кентуккі)
Олбані (англ. Albany) — місто (англ. city) в США, в окрузі Клінтон штату Кентуккі. Населення — 1760 осіб (2020).

## Географія
Олбані розташоване за координатами 36°41′26″ пн. ш. 85°8′8″ зх. д. / 36.69056° пн. ш. 85.13556° зх. д. (36.690546, -85.135489).  За даними Бюро перепису населення США в 2010 році місто мало площу 5,84 км², з яких 5,83 км² — суходіл та 0,01 км² — водойми.

## Демографія
Згідно з переписом 2010 року, у місті мешкали 2033 особи в 923 домогосподарствах у складі 491 родини. Густота населення становила 348 осіб/км².  Було 1080 помешкань (185/км²).
Расовий склад населення:
| - 93,0 % — білих - 0,8 % — вихідців з тихоокеанських островів - 0,2 % — чорних або афроамериканців - 0,1 % — корінних американців - 0,1 % — азіатів - 3,5 % — осіб інших рас |

До двох чи більше рас належало 2,2 %. Частка іспаномовних становила 6,2 % від усіх жителів.
За віковим діапазоном населення розподілялося таким чином: 22,3 % — особи молодші 18 років, 57,4 % — особи у віці 18—64 років, 20,3 % — особи у віці 65 років та старші. Медіана віку мешканця становила 41,7 року. На 100 осіб жіночої статі у місті припадало 86,7 чоловіків;  на 100 жінок у віці від 18 років та старших — 86,8 чоловіків також старших 18 років.
Середній дохід на одне домашнє господарство  становив 29 496 доларів США (медіана — 19 238), а середній дохід на одну сім'ю — 39 231 долар (медіана — 27 604). Медіана доходів становила 27 303 долари для чоловіків та 21 806 доларів для жінок. За межею бідності перебувало 37,1 % осіб, у тому числі 53,0 % дітей у віці до 18 років та 27,6 % осіб у віці 65 років та старших.
Цивільне працевлаштоване населення становило 519 осіб. Основні галузі зайнятості: виробництво — 33,7 %, освіта, охорона здоров'я та соціальна допомога — 22,2 %, роздрібна торгівля — 6,7 %, будівництво — 5,8 %.